# 누웨마루
누웨ᄆᆞ루는 제주특별자치도 제주시 연동에 있는 연동7길의 명예도로명이다.
2011년 9월 중국 바오젠(寶健)일용품유한공사에서 약 1만 명의 직원이 제주도를 방문하였는데, 이에 대한 보답의 의미에서 신제주의 연동7길에 대하여 5년간 사용할 명예도로명을 2011년 8월 바오젠거리로 명명하였다. 제주특별자치도에서는 2011년 9월 15일 바오젠거리 제막식을 열었다. 이후 바오젠거리는 제주도를 찾는 중국인 관광객으로 번영하였으며, 2016년 6월 도로명주소위원회에서는 명예도로명 사용 기한을 2019년 7월까지로 연장하기도 하였다.
2017년 들어 중국 관광객이 크게 줄면서 당시의 도로명을 유지할 필요성이 크게 줄었고, 이에 제주도 측에서는 명예도로명을 새로 정하기로 하였다. 2017년 10월 제주시에서는 한 달간 명칭 공모를 실시하여, 동년 12월 ‘누웨ᄆᆞ루’와 ‘베두리’라는 두 개의 후보 명칭을 발표하였다. 누웨ᄆᆞ루는 신제주 전체가 누에의 모양이고 그 중 허리가 은남동(隱南洞, 바오젠거리 일원)에 해당하는 점에서 착안한 이름이고, 베두리는 바오젠거리 북쪽에 바위가 별무리처럼 모여 있다 하여 명명된 베두리오름(삼무공원)에서 딴 이름이다. 2017년 12월 27일 누웨ᄆᆞ루를 제주 도로명주소위원회에서 명예도로명으로 의결하였다. 이 이름은 2018년 1월부터 사용되기 시작하였으며, 동년 4월 11일 누웨ᄆᆞ루 북쪽 야외공연장에서 명예도로명이 공식적으로 선포되었다.

## 같이 보기
- incubator:Wp/jje/누웨ᄆᆞ루거리